# Boreum Cavus
Boreum Cavus es una formación geológica de tipo cavus en la superficie de Marte, localizada con el sistema de coordenadas planetocéntricas a 84.09° latitud N y 343.87° longitud E, que mide 62.13 km de diámetro. El nombre fue aprobado por la Unión Astronómica Internacional en el año 2006 y hace referencia a una de las características de albedo en Marte.